# Hangard
Hangard est une commune française située dans le département de la Somme, en région Hauts-de-France.

## Géographie

### Localisation
Hangard est un village picard de l'Amiénois.
Limitrophe de Villers-Bretonneux, la commune est située à 6 km au nord de Moreuil, 10 km au sud de Corbie, 17 km au sud-est d'Amiens et à 20 km au nord de Montdidier à vol d'oiseau.
Le territoire de la commune est limitrophe de ceux de quatre communes.Les communes limitrophes sont Cachy, Démuin, Domart-sur-la-Luce et Villers-Bretonneux.

### Hydrographie

#### Réseau hydrographique
La commune est située dans le bassin Artois-Picardie. Elle est drainée par la Luce et la rivière la Luce,.
La Luce, d'une longueur de 18 km, prend sa source dans la commune de Caix et se jette  dans l'Avre à Thennes, après avoir traversé 13 communes.

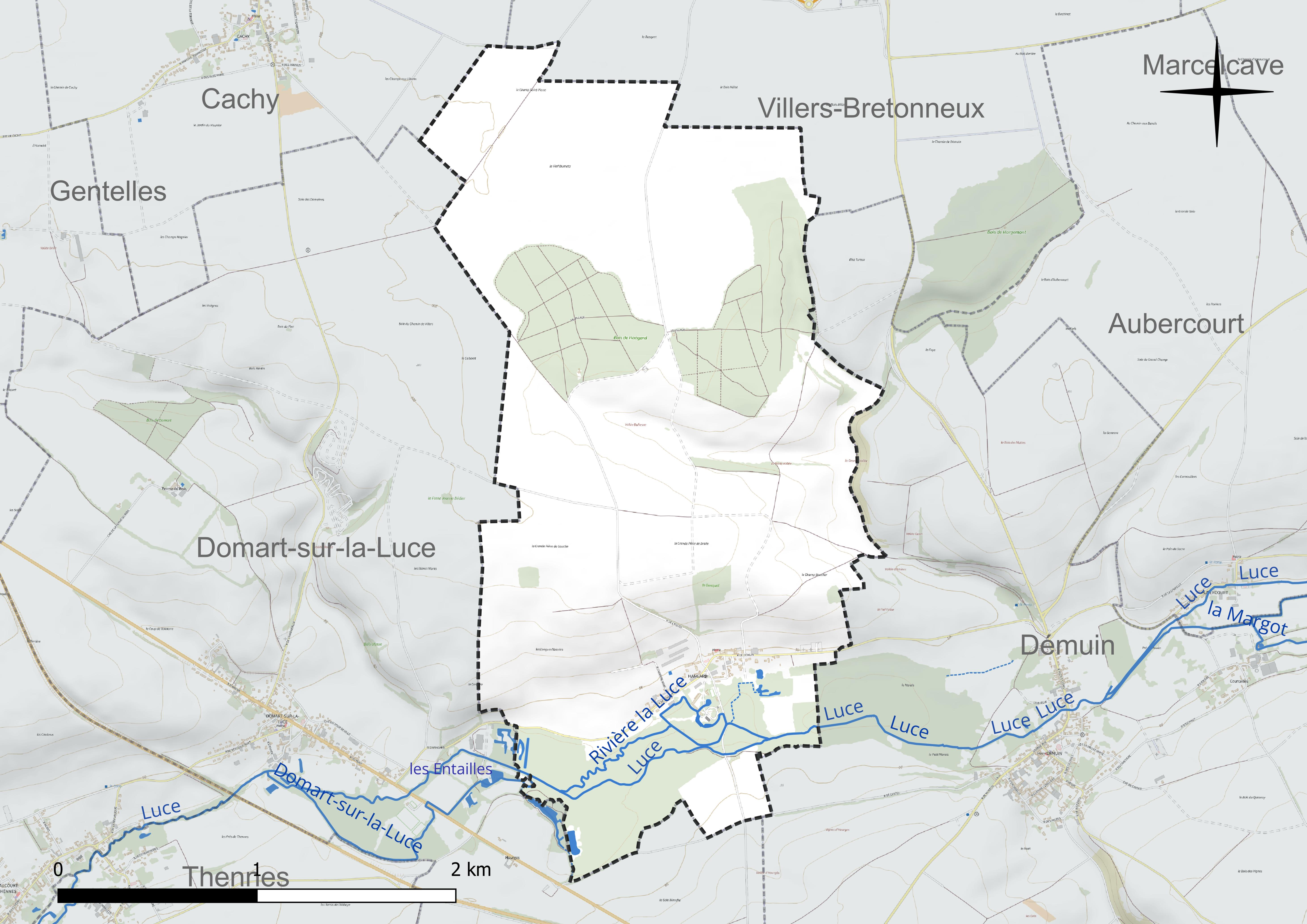
Réseau hydrographique de Hangard.

#### Gestion et qualité des eaux
Le territoire communal est couvert par le schéma d'aménagement et de gestion des eaux (SAGE) « Somme aval et Cours d'eau côtiers ». Ce document de planification concerne un territoire de 1 835 km2 de superficie, délimité par le bassin versant de la Somme canalisée. Le périmètre a été arrêté le 29 avril 2010 et le SAGE proprement dit a été approuvé le 6 août 2019. La structure porteuse de l'élaboration et de la mise en œuvre est le syndicat mixte d'aménagement hydraulique du bassin versant de la Somme (AMEVA).
La qualité des cours d'eau peut être consultée sur un site dédié géré par les agences de l'eau et l'Agence française pour la biodiversité.

### Climat
Pour des articles plus généraux, voir Climat des Hauts-de-France et Climat de la Somme.
En 2010, le climat de la commune est de type climat océanique dégradé des plaines du Centre et du Nord, selon une étude du CNRS s'appuyant sur une série de données couvrant la période 1971-2000. En 2020, Météo-France publie une typologie des climats de la France métropolitaine dans laquelle la commune est exposée à un climat océanique et est dans la région climatique Nord-est du bassin Parisien, caractérisée par un ensoleillement médiocre, une pluviométrie moyenne régulièrement répartie au cours de l'année et un hiver froid (3 °C).
Pour la période 1971-2000, la température annuelle moyenne est de 10,3 °C, avec une amplitude thermique annuelle de 14,3 °C. Le cumul annuel moyen de précipitations est de 705 mm, avec 11,6 jours de précipitations en janvier et 8,4 jours en juillet. Pour la période 1991-2020, la température moyenne annuelle observée sur la station météorologique la plus proche, située sur la commune de Glisy à 10 km à vol d'oiseau, est de 11,1 °C et le cumul annuel moyen de précipitations est de 646,6 mm,. Pour l'avenir, les paramètres climatiques de la commune estimés pour 2050 selon différents scénarios d'émission de gaz à effet de serre sont consultables sur un site dédié publié par Météo-France en novembre 2022.

## Urbanisme

### Typologie
Au 1er janvier 2024, Hangard est catégorisée commune rurale à habitat dispersé, selon la nouvelle grille communale de densité à sept niveaux définie par l'Insee en 2022.
Elle est située hors unité urbaine. Par ailleurs la commune fait partie de l'aire d'attraction d'Amiens, dont elle est une commune de la couronne,. Cette aire, qui regroupe 369 communes, est catégorisée dans les aires de 200 000 à moins de 700 000 habitants,.

### Occupation des sols
L'occupation des sols de la commune, telle qu'elle ressort de la base de données européenne d'occupation biophysique des sols Corine Land Cover (CLC), est marquée par l'importance des territoires agricoles (72,2 % en 2018), une proportion sensiblement équivalente à celle de 1990 (72,7 %). La répartition détaillée en 2018 est la suivante : 
terres arables (72,2 %), forêts (23,3 %), zones urbanisées (4,5 %). L'évolution de l'occupation des sols de la commune et de ses infrastructures peut être observée sur les différentes représentations cartographiques du territoire : la carte de Cassini (XVIIIe siècle), la carte d'état-major (1820-1866) et les cartes ou photos aériennes de l'IGN pour la période actuelle (1950 à aujourd'hui).

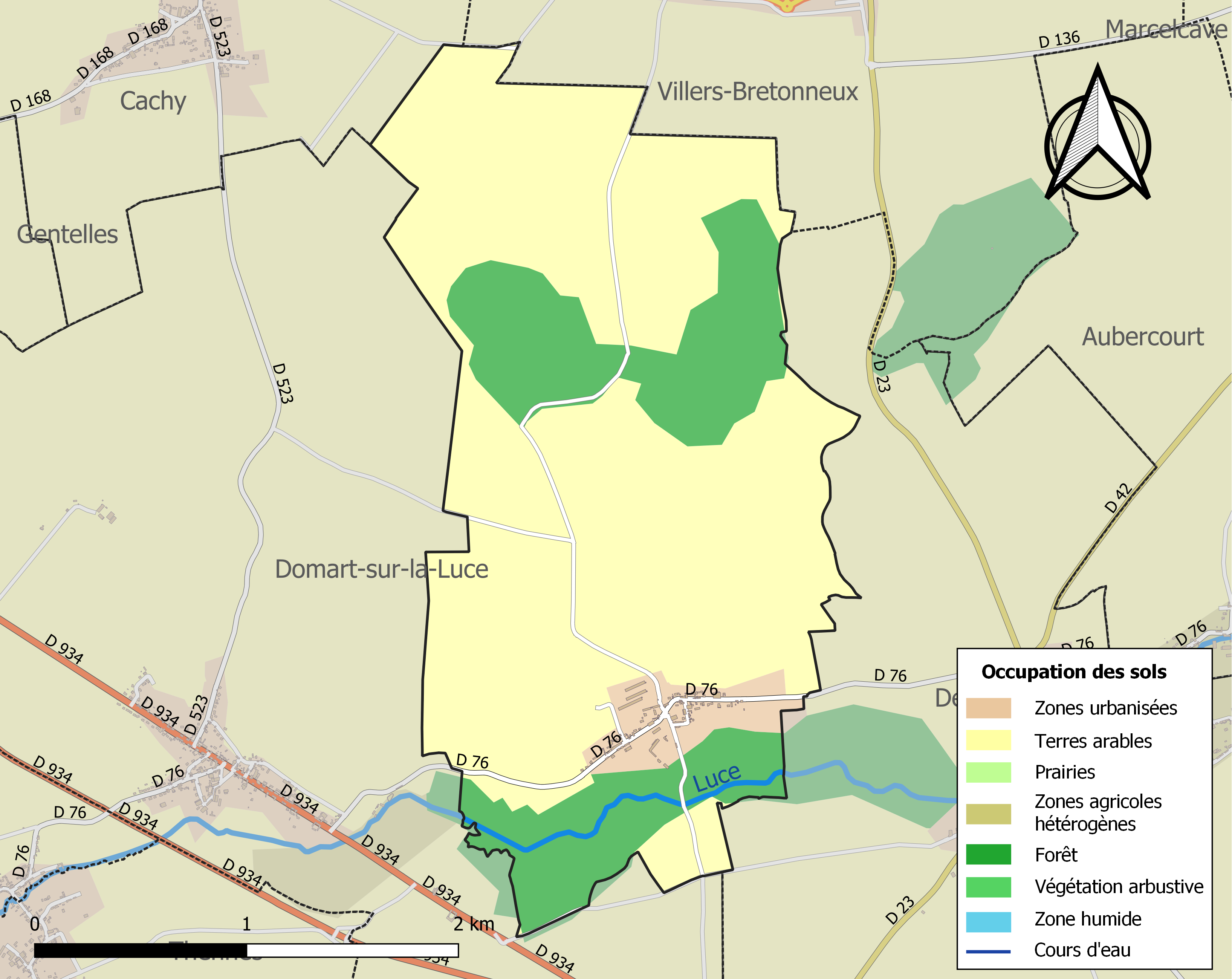
Carte des infrastructures et de l'occupation des sols de la commune en 2018 (CLC).

### Voies de communication et transports
La localité est desservie par les lignes d'autocars du réseau Trans'80, Hauts-de-France, tous les jours sauf le dimanche et les jours fériés (ligne no 40, Roye - Hangest-en-Santerre - Amiens).

## Toponymie
Le Dictionnaire topographique du département de la Somme indique comme formes anciennes du nom du village, d'après des documents historiques, Hangart (mentionné à plusieurs reprises, dès 1135), Hangardum (mentionné en 1146), et Hangard (depuis 1507) ; y figurent aussi les graphies alternatives Hangar, Hanguart et Angart.
Du vieux-francique *haimgard (« clôture autour de la maison »), composé de *haim (« hameau ») et de *gard (« jardin, enclos »).

## Histoire
Préhistoire - Antiquité
Des armes, des pierres travaillées ont été trouvées sur son territoire, des silex taillées polis, les uns en forme de couteau, de racloir et d'autres en forme de hache.
Un dolmen, aujourd'hui disparu dans les marais d'Hourges, est descendu par le simple effort de son poids à 0,80 m au-dessous de la surface du sol. Il se compose de deux grès de 1,50 m de long, et de deux autres de 0,80 m, ils sont placés à angle droit, les uns à côté des autres, de manière à former un rectangle orienté du nord au sud, la table en a disparu depuis longtemps.
Des fouilles faites en 1890 par maître Perin, notaire, n'ont rien mis au jour.
Moyen Âge
En 1362, des vignes sont mentionnées dans un dénombrement du fief que tenait madame Jehanne de Rivery (extrait châtellenie de Boves).
Quelques seigneurs du village :
- Bernard de Hangard 1146 ;
- Jehan de Hangard 1219 ;
- Henri de Hangard 1248 ;
- Drieu de Hangard 1337 ;
- Jean de Hangard 1350 ;
- Jean de Hangard 1380 ;
- fils Gilles de Hangard 1437 ;
- Jacques de Hangard 1473.

Temps modernes

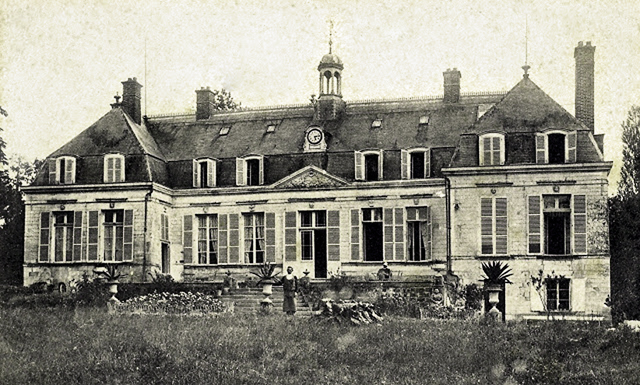
Le château de Hangard vers 1912, peu avant sa destruction en 1918.

- Charles de Monthomer de Marieux vers 1685 ;
- Pierre d'Incourt de Hangard 1703 ;
- Pierre-François d'Incourt de Hangard 1736, maire d'Amiens 1757-1760 ;
- Pierre-Antoine d'Incourt de Hangard de 1760 jusqu'à la fin du droit féodal en 1789.

Pierre-François d'Incourt seigneur de Hangard (c.1725-1760), fut maïeur (maire) d'Amiens entre 1757 et sa mort survenue en 1760 (voir la liste des anciens maïeurs d'Amiens).
-En 1829 un violent incendie ravage Hangard, 7 députés de la Somme écrivent au roi Charles X qui le 30/4/1829 donne 400 frs à partager entre les victimes du sinistre
Première Guerre mondiale
Le village se trouve dans la zone des combats ou de leurs arrières, pendant la Première Guerre mondiale.
La commune est notamment concernée par l'offensive du printemps,, qui se déroule  du 21 mars au 18 juillet 1918.
Le 28 mars 1918, l'évacuation du village est organisée par M. Farcy instituteur-secrétaire de la mairie de Hangard. Seul Timothée Gaby resta avec son épouse jusqu'au dimanche 31 mars au soir dans sa maison.
En avril 1918, on assiste à la destruction totale du village. Démuin, Moreuil, Marcelcave et Hangard sont jusqu'à cette date l'objet de combats acharnés, ces villages marquent la ligne du front atteint par l'ennemi. Le 24 avril, on se bat à l'arme blanche dans les rues de Hangard.
Du 14 juillet 1914 au jour de l'évacuation, M. Farcy a consigné dans son journal « de guerre », noté jour par jour, que la commune a logé 102 000 hommes de troupe, 3 000 officiers, 40 000 chevaux.
Un don de la ville de Tanger (Maroc) permettra la reconstruction du village.

## Politique et administration

### Rattachements administratifs et électoraux
La commune se trouve dans l'arrondissement de Montdidier du département de la Somme. Pour l'élection des députés, elle fait partie depuis 2012 de la quatrième circonscription de la Somme.
Elle fait partie depuis 1801 du canton de Moreuil, qui a été modifié et agrandi dans le cadre du redécoupage cantonal de 2014 en France.

### Intercommunalité
La commune était membre de la communauté de communes du canton de Moreuil, créée par un arrêté préfectoral du 4 décembre 1992 et renommée communauté de communes Avre Luce Moreuil (CCALM) par arrêté préfectoral du 6 mai 1996.
Dans le cadre des dispositions de la loi portant nouvelle organisation territoriale de la République du 7 août 2015, qui prévoit que les établissements publics de coopération intercommunale (EPCI) à fiscalité propre doivent avoir un minimum de 15 000 habitants, la préfète de la Somme propose en octobre 2015 un projet de nouveau schéma départemental de coopération intercommunale (SDCI) prévoyant la réduction de 28 à 16 du nombre des intercommunalités à fiscalité propre du département.
Après des hypothèses de regroupement des communautés de communes du Grand Roye (CCGR), du canton de Montdidier (CCCM), du Santerre et d'Avre, Luce et Moreuil, la préfète dévoile en octobre 2015 son projet qui prévoit la « des communautés de communes d'Avre Luce Moreuil et du Val de Noye  », le nouvel ensemble de 22 440 habitants regroupant 49 communes,. À la suite de l'avis favorable des intercommunalités et de la commission départementale de coopération intercommunale en janvier 2016 puis des conseils municipaux et communautaires concernés, la fusion est établie par un arrêté préfectoral du 22 décembre 2016, qui prend effet le 1er janvier 2017.
La commune est donc désormais membre de la communauté de communes Avre Luce Noye (CCALN).

### Liste des maires
| Période                                  | Période                      | Identité            | Étiquette | Qualité                        |
| ---------------------------------------- | ---------------------------- | ------------------- | --------- | ------------------------------ |
| Les données manquantes sont à compléter. |                              |                     |           |                                |
| mars 2001                                | 2014                         | M. Dominique Paille | EXG       |                                |
| 2014                                     | En cours (au 8 octobre 2020) | Olivier Dutilleux   |           | Réélu pour le mandat 2020-2026 |

## Population et société

### Démographie
L'évolution du nombre d'habitants est connue à travers les recensements de la population effectués dans la commune depuis 1793. Pour les communes de moins de 10 000 habitants, une enquête de recensement portant sur toute la population est réalisée tous les cinq ans, les populations de référence des années intermédiaires étant quant à elles estimées par interpolation ou extrapolation. Pour la commune, le premier recensement exhaustif entrant dans le cadre du nouveau dispositif a été réalisé en 2008.

En 2022, la commune comptait 121 habitants, en évolution de −1,63 % par rapport à 2016 (Somme : −1,26 %, France hors Mayotte : +2,11 %).
| 1793 | 1800 | 1806 | 1821 | 1831 | 1836 | 1841 | 1846 | 1851 |
| ---- | ---- | ---- | ---- | ---- | ---- | ---- | ---- | ---- |
| 244  | 289  | 300  | 298  | 314  | 331  | 342  | 345  | 322  |

| 1856 | 1861 | 1866 | 1872 | 1876 | 1881 | 1886 | 1891 | 1896 |
| ---- | ---- | ---- | ---- | ---- | ---- | ---- | ---- | ---- |
| 343  | 324  | 310  | 299  | 286  | 290  | 264  | 232  | 224  |

| 1901 | 1906 | 1911 | 1921 | 1926 | 1931 | 1936 | 1946 | 1954 |
| ---- | ---- | ---- | ---- | ---- | ---- | ---- | ---- | ---- |
| 214  | 196  | 172  | 81   | 108  | 100  | 108  | 97   | 94   |

| 1962 | 1968 | 1975 | 1982 | 1990 | 1999 | 2006 | 2008 | 2013 |
| ---- | ---- | ---- | ---- | ---- | ---- | ---- | ---- | ---- |
| 71   | 75   | 82   | 73   | 87   | 100  | 114  | 118  | 122  |

| 2018 | 2022 | - | - | - | - | - | - | - |
| ---- | ---- | - | - | - | - | - | - | - |
| 124  | 121  | - | - | - | - | - | - | - |

### Enseignement
L'école du village fait partie du regroupement pédagogique intercommunal de la Luce qui comprend  les écoles de Démuin, Thennes, Domart-sur-la-Luce et Berteaucourt-lès-Thennes. Les villages associés d'Ignaucourt, Aubercourt et Cayeux-en-Santerre ne disposent pas de classe sur leur territoire.
Le regroupement est géré par un syndicat intercommunal scolaire (SISCO) dont le siège est situé à Démuin.
Une garderie à Berteaucourt-lès-Thennes accueille les écoliers des sept villages constituant le RPI.

## Culture locale et patrimoine

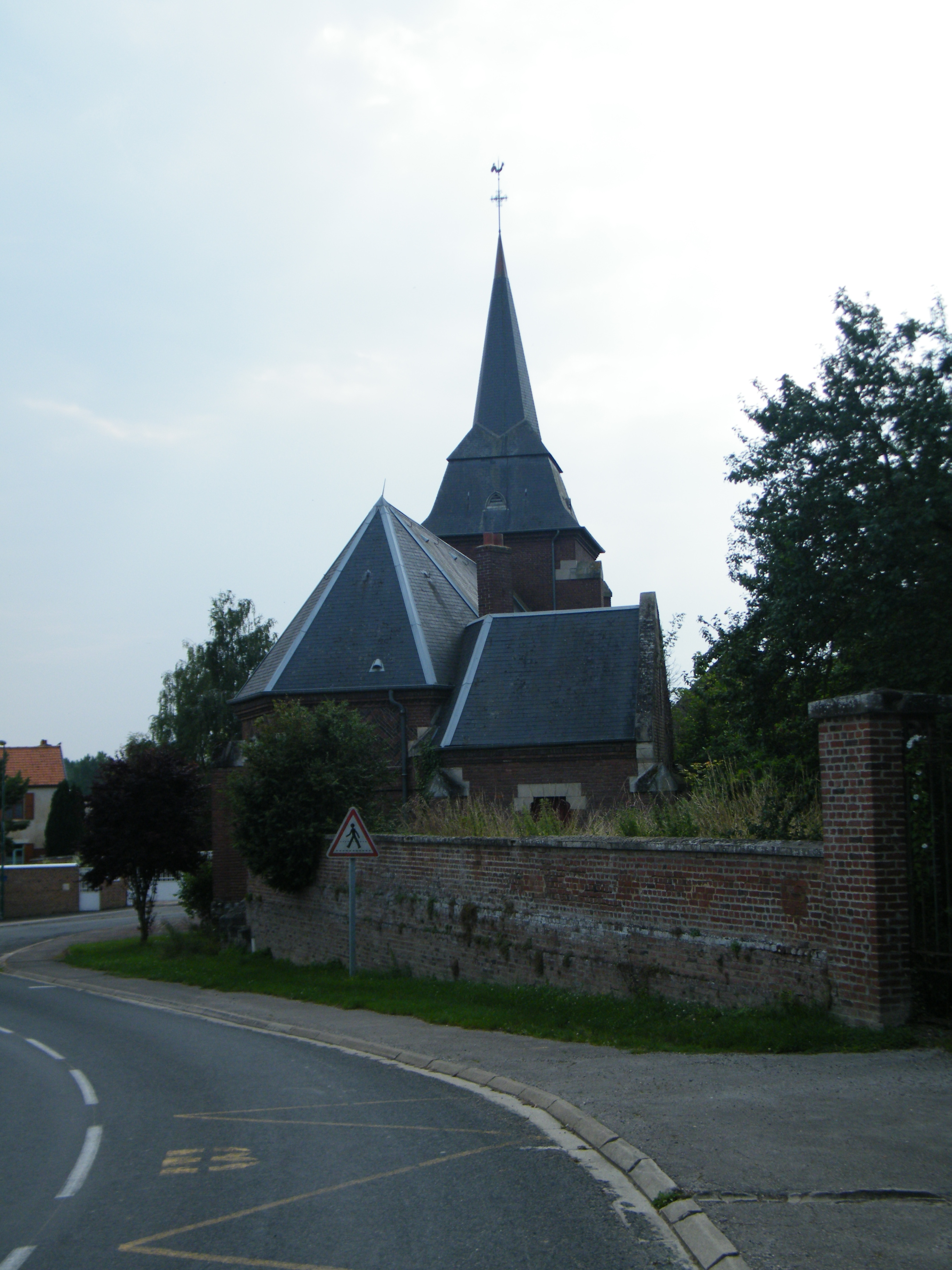
L'église Saint-Martin.

### Lieux et monuments
- Église Saint-Martin[41].

L'église est placée sous le vocable de saint Martin.
Elle fut construite en 1523. Sous le clocher est la pierre tombale de Claire de Frucourt, femme de Jacques de Roye, seigneur de Hangard, morte le 25 avril 1523. C'est elle qui aurait fait construire l'église. En 1612, celle-ci compte deux cloches qui furent remplacées par quatre autres cloches en 1786 puis une cloche qui a été bénite en 1839.
Restaurée après les destructions de la Première Guerre mondiale, elle comprend des vitraux conçus et réalisés en 1926 par Jean Hébert-Stevens, Pauline Peugniez et André Rinuy,,,,,,,.

### Héraldique
| Blason de Hangard | Blason  | De gueules à trois molettes d'argent. Ornements extérieursDécorations : Croix de guerre 1914-1918.                      |
| Blason de Hangard | Détails | Est attribué à la commune le blason de la famille De Hangard, seigneurs du lieu. Le statut officiel reste à déterminer. |

### Noms jetés et surnoms
Les habitants de la commune étaient appelés « ches boyeux rouges d'Hangard ».

Ce sobriquet, appliqué aussi aux gens de Guilaucourt et aux Artésiens, semble faire allusion à la couleur rouge ; il est à supposer que les habitants recherchent cette nuance pour leurs vêtements.
Autre sobriquet : « ches carimaros »

Le mot carimo vient du latin carmen qui veut dire chant sacré, et par extension, sortilège, on a dû dire d'abord « carimareur » (sorcier) dit aussi des habitants de Fresnoy-en-Chaussée et de quelques autres communes[Lesquelles ?].

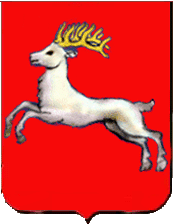
Armoiries des d'Incourt de Hangard : « de gueules au daim saillant d'argent ramé d'or ». Ce sont des armes parlantes pour d'Incourt : « daim (qui) court ».

### Personnalités liées à la commune
- Charles Boudoux d'Hautefeuille, originaire du village et dont la famille habitait le château de Hangard, as de l'aviation française pendant la Première Guerre mondiale, mort en combat aérien en 1918. Chevalier de la Légion d'honneur[51], Médaille militaire, Croix de guerre 1914-1918 avec 7 palmes, six citations à l'Ordre de l'Armée, une citation à l'Ordre de l'Aéronautique[52],[53].

### Anecdotes
Au XIIe siècle, l'un des seigneurs de Hangard s'appelait Foulques Lehardi, c'était un preux chevalier, qui avait donné cent preuves de son adresse, de sa force et de sa bravoure dans maints combats. Il s'était surtout fait remarquer dans deux batailles[Lesquelles ?] livrées contre les musulmans. Blessé gravement dans une rencontre à la tête des troupes qu'il commandait, il tomba au pouvoir des ennemis qui le firent soigner avec les plus grands égards, dans l'espoir qu'après sa guérison on offrirait une forte rançon pour un tel chef, ce qui eut lieu en effet.
Le dimanche 7 février 1926, l'abbé Cauet, curé doyen de Moreuil avait mission de baptiser trois nouveau-nés (ou ressuscités de la grande guerre), Marie-Thérèse avait comme parrain et marraine, M. et Mme d'Hautefeuille, Berte, M. et Mme Léonide Dieudonné et Marcelle, M. Denis Emery et Mlle Marcelle Hume. En présence de l'abbé Jovelet curé desservant Hangard, avec la musique de Demuin et les voix des jeunes filles de Mézières, accompagnée de leur organiste.
Il existe en Prusse rhénane (Allemagne) près de Neunkirchen un village du nom de Hangard dont la plupart des familles, originaires du département de la Somme se sont installées dans ce pays entre les années 1670-1690 (quelques noms des habitants : Didion, Didie, Piro, Purring, Ruffing). Il semblerait que ce soient des protestants persécutés sous Louis XIV.